# BellSouth Open 1997 - Qualificazioni doppio
Le qualificazioni del doppio  dell'Heineken Open 1997 sono state un torneo di tennis preliminare per accedere alla fase finale della manifestazione. I vincitori dell'ultimo turno sono entrati di diritto nel tabellone principale. In caso di ritiro di uno o più giocatori aventi diritto a questi sono subentrati i lucky loser, ossia i giocatori che hanno perso nell'ultimo turno ma che avevano una classifica più alta rispetto agli altri partecipanti che avevano comunque perso nel turno finale.
Le qualificazioni del doppio del torneo Heineken Open 1997 prevedevano 4 coppie partecipanti di cui una è entrata nel tabellone principale.

## Teste di serie
1. John-Laffnie de Jager /  Christo van Rensburg (Qualificati)

1. Rikard Bergh /  Greg Van Emburgh (primo turno)

## Qualificati
1. John-Laffnie de Jager  /   Christo van Rensburg

## Tabellone

### Legenda
| - Q = Qualificato - WC = Wild card - LL = Lucky loser | - ALT = Alternate - SE = Special Exempt - PR = Protected Ranking | - w/o = Walkover - r = Ritirato - d = Squalificato |

|  | Primo turno | Primo turno                                | Primo turno                                | Primo turno | Primo turno |  |  | Ultimo turno | Ultimo turno                               | Ultimo turno                               | Ultimo turno | Ultimo turno |  |
|  |             |                                            |                                            |             |             |  |  |              |                                            |                                            |              |              |  |
|  | 1           | John-Laffnie de Jager Christo van Rensburg | John-Laffnie de Jager Christo van Rensburg | 6           | 6           |  |  |              |                                            |                                            |              |              |  |
|  |             | Mark Nielsen Teo Susnjak                   | Mark Nielsen Teo Susnjak                   | 4           | 2           |  |  | 1            | John-Laffnie de Jager Christo van Rensburg | John-Laffnie de Jager Christo van Rensburg | 7            | 6            |  |
|  |             | Clinton Ferreira Gábor Köves               | Clinton Ferreira Gábor Köves               | 7           | 6           |  |  |              | Clinton Ferreira Gábor Köves               | Clinton Ferreira Gábor Köves               | 6            | 3            |  |
|  | 2           | Rikard Bergh Greg Van Emburgh              | Rikard Bergh Greg Van Emburgh              | 6           | 4           |  |  |              |                                            |                                            |              |              |  |